# Vass Géza
Vass Géza (Szegvár, 1866. január 10. – Szeged, 1910. augusztus 8.) hírlapíró.

## Életútja
Vass Mátyás és Antal Terézia fia. Középiskolai tanulmányait a Kegyes-tanítórendek Vezetése Alatt Álló Szegedi Városi Főgimnáziumban végezte. 1884-ben a hírlapírói pályára lépett. Először a Szegedi Napló című politikai napilapnál működött. Szegedről Aradra került, ahol az Aradi Közlöny felelős szerkesztője lett; majd Békefi Antal halála után 1907. július 1-jén a Szegedi Napló szerkesztését vette át és azt haláláig szerkesztette. Tagja volt a szegedi Dugonics Társaságnak és a Vidéki Hírlapírók Országos Szövetségének.
Felesége Dingfelder Ida volt.
Költeményeket, humoreszkeket és vegyes cikkeket írt az említett hírlapokba, így az Arad és Vidékébe (1887. humoreszk) sat. Szerkesztette: Falevelek, Költemények, elbeszélések, rajzok... A főgymnasiumi tanulók műveiből. Szeged, 1884. (Kőnyomat, ebben V. öt költeménye); az Aradi Közlöny Nagy Képes Naptárát 1905-re; az Aradi millenniumi Naptárt 1896. (Szőllősi Istvánnal).